# I'm a Gummy Bear (The Gummy Bear Song)
"I'm a Gummy Bear (The Gummy Bear Song)", também conhecida simplesmente como "The Gummy Bear Song", é um canção do personagem animado Gummy Bear, lançada oficialmente em 2007 como o primeiro single de seu álbum de estreia, I Am Your Gummy Bear. A canção foi lançada pela primeira vez na Hungria, onde passou oito meses como número um no topo da parada de ringtones. Além disso, a canção alcançou a posição de número 12 na Austrália, número 11 na Suécia e número 8 na França.
Devido ao grande sucesso, a canção tornou-se global como um meme da Internet, em grande parte devido aos seus vídeos correspondentes no YouTube e MySpace. Desde então, foi lançado em pelo menos vinte e cinco línguas e tem viralizado pelo resto do mundo. O videoclipe da canção tem mais de 2,4 bilhões de visualizações no YouTube até maio de 2021, tornando-o um dos 50 vídeos mais vistos da plataforma.